# حصة لوتاه
حصة لوتاه هي إعلامية ومخرجة إماراتية تُعتبر من الرائدات في مجال الإعلام في الإمارات. بدأت مسيرتها المهنية في مجال الإخراج التلفزيوني في عام 1983، واستمرت في هذا المجال حتى عام 1995، لتكون واحدة من الأوائل في هذا المجال بالبلاد. أنتجت العديد من البرامج المتنوعة على قناة تلفزيون دبي، التي تناولت مواضيع اجتماعية متنوعة مثل الإدمان والحياة الأسرية، بالإضافة إلى تقديمها لبرامج ثقافية تشمل لقاءات مع مفكرين وكتّاب وسينمائيين عرب بارزين. كما أن اهتمامها بقضايا المرأة كان واضحًا، حيث أسست جمعية "نهضة المرأة في دبي" وساهمت في تأسيس الاتحاد النسائي العام في الإمارات.
شغلت منصب رئيس قسم الاتصال الجماهيري في جامعة الإمارات من عام 2000 حتى عام 2004. قبل ذلك، كانت تعمل كمخرجة في تلفزيون دبي بين عامي 1983 و1990، كما عملت كصحفية في جريدة الخليج في عام 1980.

## النشأة
ولدت الدكتورة حصة لوتاه في عائلة ذات تاريخ في الإمارات. جدها، ناصر لوتاه، كان له دور كبير في التعليم، حيث أسس مدرسة هامة في الإحساء بالمملكة العربية السعودية عام 1938، وأقام لها وقفًا ومسجداً ما زال قائماً حتى اليوم.

## التعليم
حازت على درجة الدكتوراه في الفلسفة من جامعة أوهايو في الولايات المتحدة الأمريكية، تخصص الاتصال الجماهيري مع التركيز على دراسات أنثوية وسينما، وذلك في عام 1999. قبل ذلك، حصلت على درجة الماجستير في الآداب من نفس الجامعة عام 1995، حيث تخصصت في الإعلام والتنمية مع التركيز على دراسات الشرق الأوسط، وذلك من مدرسة الدراسات الدولية وكلية الاتصال الجماهيري. كما نالت درجة البكالوريوس في الفنون الجميلة، تخصص صناعة الفيلم، من معهد سان فرانسيسكو للفنون الجميلة في الولايات المتحدة عام 1985.

## العمل الأكاديمي والمناصب
عملت الدتورة حصة لوتاه لسنوات في التدريس الجامعي، حيث عملت كرئيس قسم الاتصال الجماهيري في جامعة الإمارات خلال الفترة 2000-2004، وأستاذًا مساعدًا منذ عام 2000، وقد سبق أن عملت معيدة في الجامعة في 1990-2000، وقد ودرّست للعديد من الإعلاميين الذين أصبحوا معروفين لاحقًا في الإمارات مثل المذيع الإماراتي راشد عتيق الشامسي، الذي قال إنها كانت السبب في أن يتمسك بدخول مجال الإعلان رغم رفضه ورفض عائلته بشدة.
في عام 2013، انضمت إلى مجلس أمناء مؤسسة الإمارات للآداب، لتواصل إسهاماتها في تعزيز الثقافة والأدب. وهي ضمن مجلس أمناء جائزة تريم عمران للاعمال الصحفية. كما هي أيضًا عضو في مؤسسات أخرى مثل المجلس الوطني للإعلام. واختيرت ضمن لجنة تحكيم مسابقة "المُهر الإماراتي" في الدورة الـ 12 من مهرجان دبي السينمائي.

## الاهتمام بالأمثال الشعبية
أظهرت حصة لوتاه اهتمامًا كبيرًا بالتراث والأمثال الشعبية الإماراتية، وركزت على أهمية الحفاظ على هذه الأمثال التي تُعتبر جزءًا أساسيًا من الهوية الإماراتية. في زمن يشهد ابتعاد الجيل الجديد عن مفردات التراث والمعرفة القديمة، دعت لوتاه إلى أهمية إعادة إحياء هذه الأمثال والحفاظ عليها من الاندثار. شاركت الدكتورة حصة في العديد من الجلسات والندوات الثقافية التي تسلط الضوء على قيمة التراث، مثل الندوة التي نظمها اتحاد كتاب وأدباء الإمارات بعنوان "الأمثال الشعبية ذاكرة وهوية". كما أصدرت كتابًا يجمع العديد من الأمثال الشعبية القديمة، بهدف الحفاظ على هذا الموروث الثقافي الفريد وتعريف الشباب به في ظل نقص الاهتمام به.

## جوائز
نالت عدة جوائز تقديراً لجهودها الأكاديمية، من بينها جائزة الشيخ راشد للتفوق العلمي عن أطروحتها في الدكتوراه، وكان لها دور كبير في المجال الاجتماعي حيث شاركت في تأسيس أول جمعية نسائية في الإمارات، والتي كانت تُعرف آنذاك بساحل عمان، وهي "جمعية نهضة المرأة العمانية" في عام 1965. كما ساهمت في تأسيس الاتحاد النسائي العام لدولة الإمارات، وكانت عضواً مؤسساً في جمعية حقوق الإنسان في الإمارات، فحصلت على جائزة تقديرية من الاتحاد النسائي العام للنساء الرائدات عام 1981، وعلى جائزة الشيخ راشد بن حميد للعلم في ميدان الخدمة المجتمعية عام 2006، وحصلت على جائزة "الشخصية الاتحادية" عام 2013، وفي عام 2015، حصلت على جائزة "أوائل الإمارات" من الشيخ محمد بن راشد آل مكتوم تقديرًا لكونها أول مخرجة تلفزيونية إماراتية. كما نالت جائزة شخصية العام من مهرجان طيران الإمارات للآداب في 2017، تكريمًا لمساهمتها في محو الأمية وتعزيز التعليم.

## مؤلفات[10]
- في الصحراء ورد: قصص قصيرة (2012)، القاهرة: دار العين للنشر
- رؤية تأويلية في أمثالنا الشعبية (2018)، دبي: مداد للنشر والتوزيع
- الماء أغلى من النفط (2018)، دبي: مداد للنشر والتوزيع